# Strojnica plamista
Strojnica plamista (Graphosoma semipunctatum) – gatunek pluskwiaka z podrzędu różnoskrzydłych i rodziny tarczówkowatych.
Pluskwiak o ciele długości od 9,1 do 12,6 mm. Podstawowe ubarwienie ma czerwone, pomarańczowe lub pomarańczowożółte. Głowę i półpokrywy zdobią podłużne pasy barwy czarnej. Na przedpleczu występują czarne, niekiedy zlewające się ze sobą plamki.
Jest to fitofag ssący soki z przedstawicieli selerowatych, niekiedy uzupełniający dietę owadami. Zasiedla leśne polany, łąki, ogrody, przydroża i przytorza.
Owad znany z Albanii, Bośni i Hercegowinie, Bułgarii, Chorwacji, Cypru, Francji, Grecji, byłej Jugosławii, Krety, Macedonii Północnej, Portugalii, Rumunii, Słowenii, Szwajcarii, Ukrainy, Turcji, Węgier, Włoch i Wysp Kanaryjskich. Na południu Europy gatunek pospolity.